# Служба на националните паркове на САЩ
Службата на националните паркове на САЩ (на английски: NPS - National Park Service) е правителствена служба в САЩ, отговорна за управлението на всички национални паркове, много национални паметници, както и за територии и други имоти с историческа стойност и такива, които са определени като предназначени за опазване в страната.